# Ернесто Маскероні
Ернесто Маскероні (італ. Ernesto Mascheroni, 21 листопада 1907, Монтевідео, Уругвай — 3 липня 1984, там само) — уругвайський, пізніше італійський футболіст, що грав на позиції захисника, зокрема, за клуби «Олімпія Монтевідео» та «Пеньяроль», а також національні збірні Уругваю і Італії.
Чемпіон світу. Триразовий чемпіон Уругваю.

## Клубна кар'єра
У дорослому футболі дебютував за команду «Олімпія Монтевідео».
Своєю грою за цю команду привернув увагу представників тренерського штабу клубу «Пеньяроль», до складу якого приєднався 1930 року. Відіграв за команду з Монтевідео наступні три сезони своєї ігрової кар'єри.
1934 року уклав контракт з клубом «Індепендьєнте» (Авельянеда), у складі якого провів наступний рік своєї кар'єри гравця.
З 1934 року два сезони захищав кольори команди клубу «Амброзіана-Інтер».  Більшість часу, проведеного у складі «Амброзіана-Інтер», був основним гравцем захисту команди.
1936 року повернувся до клубу «Пеньяроль», за який відіграв 4 сезони.  Завершив професійну кар'єру футболіста виступами за команду «Пеньяроль» у 1940 році.
| Дата       | Місто  | Господарі | Результат | Гості   | Турнір                   | Голи | Примітки |
| ---------- | ------ | --------- | --------- | ------- | ------------------------ | ---- | -------- |
| 17/02/1935 | Рим    | Італія    | 2 – 1     | Франція | товариський матч         | -    |          |
| 24/03/1935 | Відень | Австрія   | 0 – 2     | Італія  | Кубок Центральної Європи | -    |          |
| Усього     |        | Матчів    | 2         |         | Голів                    | 0    |          |

Помер 3 липня 1984 року на 77-му році життя у місті Монтевідео.

## Титули і досягнення
- Чемпіон світу (1): 1930
- Чемпіон Уругваю (3):

«Пеньяроль»: 1932, 1937, 1938
- Срібний призер Чемпіонату Південної Америки: 1939